# Sandra Weeser
Sandra Weeser (nascida em 8 de setembro de 1969) é uma política alemã do Partido Democrático Liberal (FDP) que atua como membro do Bundestag pelo estado da Renânia-Palatinado desde 2017.

## Carreira política
Weeser tornou-se membro do Bundestag nas eleições federais alemãs de 2017. Ela é membro da Comissão de Assuntos Económicos e Energia.